# Kelojärvi (Karesuando socken, Lappland, 757552-179740)
Kelojärvi är en sjö i Kiruna kommun i Lappland och ingår i Torneälvens huvudavrinningsområde. Sjön har en area på 0,0919 kvadratkilometer och ligger 306,3 meter över havet.

## Delavrinningsområde
Kelojärvi ingår i det delavrinningsområde (757535-179709) som SMHI kallar för Ovan Kalteanoja. Medelhöjden är 311 meter över havet och ytan är 1,87 kvadratkilometer. Räknas de 5 avrinningsområdena uppströms in blir den ackumulerade arean 145,94 kvadratkilometer. Kelojoki (Kelijoki) som avvattnar avrinningsområdet har biflödesordning 3, vilket innebär att vattnet flödar genom totalt 3 vattendrag innan det når havet efter 373 kilometer. Avrinningsområdet består mestadels av skog (56 procent) och sankmarker (40 procent). Avrinningsområdet har 0,09 kvadratkilometer vattenytor vilket ger det en sjöprocent på 4,8 procent.